# 보전운동
보전운동(conservation movement)이란 미래를 위한 천연자원의 관리와 보호를 추구하는 정치・환경・사회적 운동이다. 여기에 천연자원이라 하면 동・식물 및 진균, 그리고 그것들의 서식지까지 포함된다. 환경보호론자들은 환경을 원래 상태보다 더 나은 상태로 두는 데 관심을 갖고 있다. 증거 기반 보존은 고품질의 과학적 증거를 사용하여 보존 노력을 더욱 효과적으로 만들기 위해 노력한다.
초기 보전운동은 어업, 야생 동물 관리, 물, 토양, 보존 및 지속 가능한 산림과 같은 천연 자원을 유지하기 위한 필요성에서 발전했다. 현대의 보전운동은 천연 자원의 지속 가능한 수확량 사용과 야생 지역 보존에 대한 초기 운동의 강조에서 생물 다양성 보존을 포함하도록 확대되었다. 어떤 사람들은 보전운동이 더 광범위하고 광범위한 환경 운동의 일부라고 말하는 반면, 다른 사람들은 이념과 실천이 다르다고 주장한다. 보전은 환경주의와 다른 것으로 간주되며 일반적으로 인간이 지속적으로 지속 가능한 사용을 위해 천연 자원을 보존하는 것을 목표로 하는 보수적인 학문이다.

## 역사

### 초기 역사
보전운동은 1662년 왕립학회에 논문으로 발표된 존 에블린(John Evelyn)의 저작 실바(Sylva)로 거슬러 올라간다. 2년 후 책으로 출판된 이 책은 지금까지 출판된 임업에 관한 가장 영향력 있는 저서 중 하나였다. 당시 영국의 목재 자원은 위험할 정도로 고갈되고 있었고 에블린은 고갈 속도를 관리하고 벌채된 나무를 보충하여 숲을 보존하는 것이 중요하다고 주장했다.
이 분야는 18세기에 특히 과학적 임업 방법이 개발된 프로이센과 프랑스에서 발전했다. 이러한 방법은 19세기 초 영국령 인도에서 처음으로 엄격하게 적용되었다. 정부는 임산물 이용에 관심을 갖고 당시 자연의 '가정'을 보호하기 위해 산불 위험을 줄이는 조치를 통해 산림을 관리하기 시작했다. 이 초기 생태학적 아이디어는 영국 해군의 중요한 자원이었던 섬세한 티크 나무의 성장을 보존하기 위한 것이었다.
티크 고갈에 대한 우려는 나폴레옹 전쟁 중 해군이 대규모 확장을 겪고 있던 1799년과 1805년에 제기되었다. 이러한 압력은 작은 티크나무의 벌채를 금지하는 최초의 공식적인 보존법으로 이어졌다. 조선에 필요한 나무를 규제하고 보존하기 위해 최초의 임업 장교가 1806년에 임명되었다.
이 유망한 시작은 1820년대와 1830년대에 자유방임주의 경제와 사유지 소유자의 불만으로 인해 이러한 초기 보존 시도가 끝났을 때 좌절을 겪었다.
1837년 미국의 시인 조지 포프 모리스(George Pope Morris)는 벌목꾼에게 감상적인 가치를 지닌 참나무를 피하라고 촉구하는 낭만주의 시인 "나무꾼이여, 그 나무를 아끼라!"(Woodman, Spare that Tree!)를 출판했다. 이 시는 그해 후반에 헨리 러셀(Henry Russell)에 의해 음악으로 만들어졌다. 환경론자들은 노래의 대사를 인용했다.

## 같이 보기
- 보전생물학
- 자연보전
- 생태학
- 환경 운동
- 에너지 절약
- 환경 보호
- 환경주의
- 자연 환경
- 토양보전
- 지속 가능성
- 미국 국립공원관리청
- 물보전
- 야생생물보전